# Your Face Sounds Familiar
Your Face Sounds Familiar (en español: Tu cara me suena) fue la versión de Reino Unido del programa de televisión español de éxito internacional emitido por Antena 3, homónimo. En él mismo, seis famosos deben ser caracterizados de un artista e interpretar una de sus canciones más famosas. Fue estrenado el 29 de junio de 2013 y estuvo presentado por Alesha Dixon y Paddy McGuinness, fue emitido por ITV.

## Mecánica del programa
El programa importado desde España, se basa en que durante 6 galas, los participantes deberán demostrar que son los mejores cantando e imitando al cantante real. Tras sus actuaciones, el jurado deberá valorar a los concursantes con una puntuación del 1 al 10. A diferencia de otras ediciones, el puntaje se puede repetir entre concursantes. 

## Primera temporada (2013)
- 29 de junio a 3 de agosto de 2013.

Esta es la primera edición de este nuevo talent show que ITV pone en marcha. Un grupo de 6 artistas imitarán a cantantes consagrados que les serán asignados por el pulsador, una máquina que elige al azar al artista que deben imitar en la siguiente gala, excepto en la gala final, en la que los finalistas pueden escoger al artista que desean imitar.

### Participantes
| Participante        | Edad    | Ocupación                 | Resultado             |
| ------------------- | ------- | ------------------------- | --------------------- |
| Natalie Anderson    | 32 años | Actriz                    | Ganadora              |
| Cheryl Fergison     | 49 años | Actriz                    | 2° Lugar              |
| Alexander Armstrong | 43 años | Comediante                | 3° Lugar              |
| Matt Johnson        | 31 años | Presentador de televisión | 4° Lugar              |
| Bobby Davro         | 55 años | Actor                     | Eliminado (Semifinal) |
| Denise Lewis        | 41 años | Atleta retirada           | Eliminada (Semifinal) |

### Puntuaciones semanales
|           | Gala 1    | Gala 2    | Gala 3    | Gala 4    | Semifinal | Total      | Final    |
| --------- | --------- | --------- | --------- | --------- | --------- | ---------- | -------- |
| Natalie   | 27 puntos | 35 puntos | 39 puntos | 29 puntos | 38 puntos | 168 puntos | Ganadora |
| Cheryl    | 38 puntos | 22 puntos | 48 puntos | 28 puntos | 23 puntos | 159 puntos | Segunda  |
| Alexander | 26 puntos | 27 puntos | 21 puntos | 34 puntos | 40 puntos | 148 puntos | Tercero  |
| Matt      | 22 puntos | 24 puntos | 25 puntos | 35 puntos | 24 puntos | 130 puntos | Cuarto   |
| Bobby     | 24 puntos | 39 puntos | 27 puntos | 25 puntos | 28 puntos | 143 puntos |          |
| Denise    | 33 puntos | 28 puntos | 21 puntos | 29 puntos | 30 puntos | 141 puntos |          |

### Imitaciones
|           | Gala 1            | Gala 2         | Gala 3        | Gala 4          | Semifinal      | Final                             |
| --------- | ----------------- | -------------- | ------------- | --------------- | -------------- | --------------------------------- |
| Natalie   | Katy Perry        | Britney Spears | Kate Bush     | Justin Bieber   | Bonnie Tyler   | Jessie J Mariah Carey             |
| Cheryl    | Dusty Springfield | Anastacia      | Meat Loaf     | Lulu            | Madonna        | Cher Adele                        |
| Alexander | Johnny Cash       | Johnny Rotten  | Barry Manilow | Morrissey       | Pavarotti      | Susan Boyle Frank Sinatra         |
| Matt      | Jon Bon Jovi      | Taylor Swift   | Elvis Presley | Freddie Mercury | Rod Stewart    | Bruce Springsteen Robbie Williams |
| Bobby     | Tom Jones         | Mick Jagger    | Ozzy Osbourne | Tammy Wynette   | Paul McCartney |                                   |
| Denise    | Tina Turner       | Lenny Kravitz  | Nicki Minaj   | Beyoncé         | Gloria Gaynor  |                                   |

     Ganador
     2º Finalista
     3º Finalista
     4º Finalista
     Perdedor de la noche
     Ganador de la noche
     Posiciones intermedias
     Eliminado